# ジーナ・ガリーポヴァ
ジーナ・ファヒーム・クズ・ガリーポヴァ（タタール語: Dinä Fähim qızı Ğäripova / Динә Фәһим кызы Гарипова1991年3月25日 - ）、ジーナ・ファギーモヴナ・ガリーポヴァ（ロシア語: Ди́на Фаги́мовна Гари́пова / Dina Fagimovna Garipova）は、ロシア・タタールスタン出身の歌手である。2012年に音楽タレント・オーディション番組『ザ・ヴォイス』のロシア版『ゴロス』にて優勝を果たす。ガリーポヴァはロシアの放送局の内部選考により2013年のユーロビジョン・ソング・コンテストのロシア代表に選出され、2013年5月にスウェーデン・マルメで開催されるユーロビジョン・ソング・コンテストに出場し、「What If」を歌う。

## 来歴
1991年3月25日、ロシア・タタールスタン共和国のゼレノドリスクにて、医師の家に生まれる。6歳からエレナ・アントノヴァの指導のもと「ゾロトイ・ミクロフォン（金のマイクロフォン）」劇場で歌い始めた。ゾロトイ・ミクロフォン修了後、タタールスタンの歌手ガブデルファト・サフィンとともにツアーを行う。カザン大学にてジャーナリズムを専攻する。
FCルビン・カザンのファンであり、試合前にロシアおよびタタールスタン共和国の国歌を歌った。